# Plaza de la Miñoca
La plaza de la miñoca es una explanada ajardinada situada en la ciudad española de Vigo, en el barrio de Coya. Tiene una extensión de 20 000 metros cuadrados y es uno de los principales parques de la ciudad. Está rodeada de edificios con soportales y posee una escultura en el centro de una lombriz de cerámica esmaltada gigante («miñoca» en gallego), un icono de Vigo, que le da nombre a la plaza.

## Historia
La plaza surge a partir del desarrollo urbanístico del barrio de Coya durante los últimos años del siglo XX, con un diseño cuadrangular austero con césped en toda su extensión ajardinada, con un camino perimetral flanqueado por árboles, un camino en diagonal, un pequeño parque infantil y la escultura de la miñoca en el centro de la explanada.

### Remodelación
En 2022 la plaza se remodela con un presupuesto de 1,6 millones de euros con la intención de transformarla, aumentando las instalaciones. Con las obras de mejora, se construyó un riachuelo que recorre el parque y se aumentó la masa verde con la siembra de árboles de diferentes especies. Además, se instaló en uno de los laterales un pequeño anfiteatro con gradas, junto a un parque biosaludable.
El nuevo parque cuenta ahora con un jardín plenamente integrado, gradas, senderos iluminados y rampas, además de dos áreas de juego infantil.

## La escultura de la «miñoca»
En el centro de la plaza se encuentra la escultura de la «miñoca», animal invertebrado que está directamente relacionado con la tradición pesquera de Vigo. Las lombrices «(miñocas») eran utilizadas como cebo para la pesca, por lo que la escultura es un homenaje a esta práctica arraigada en la ciudad. La escultura, de estructura metálica y revestimiento de cerámica con azulejos en tonos ocres realizada con la técnica del trencadís destaca por su tamaño y colorido. Está dividida en cuatro partes separadas, de modo que emerge y se entierra en el suelo simulando a una lombriz entrando y saliendo de la tierra.